# Stal Kamjanske

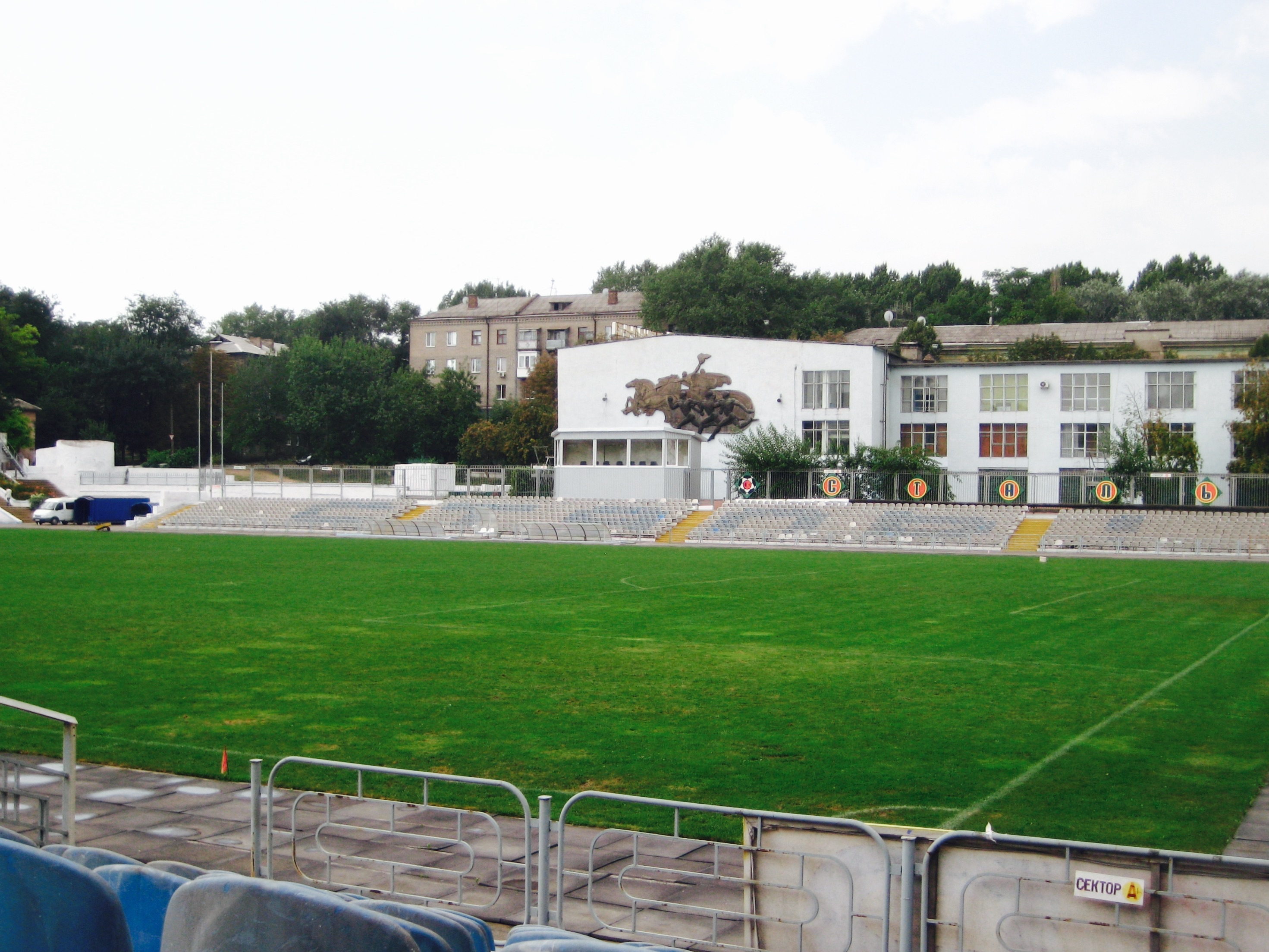
Het Metalloerh Stadion in Kamjanske

Stal Kamjanske (Oekraïens: Сталь Дніпродзержинськ) was een Oekraïense voetbalclub uit de stad Kamjanske. Tot 2016 was de naam Stal Dniprodzerzjynsk. Na het seizoen 2017/18 werd de club ontbonden.
De club werd in 1926 opgericht als Metalist Kamenskoje (toenmalige naam van de stad). In 1978 werd de club onder de naam Mettaloerh Dniprodzerzjynsk kampioen van Oekraïne en promoveerde zo naar de derde klasse van de Sovjet-Unie. De beste notering van de club was een twaalfde plaats in seizoen 1982/83, twee jaar later degradeerde de club.
In 1994 ging de club bijna failliet en vier jaar later vond er een reorganisatie plaats waarbij de naam Stal Dniprodzerzjynsk aangenomen werd. De club werd al snel een van de sterkere in de oblast Dnjepropetrovsk. In 2001 won het de beker van dat Oblast en promoveerde naar de Droeha Liha B (derde klasse B). In 2003/04 werd de club kampioen en promoveerde naar de Persja Liha (tweede klasse). In 2008 degradeerde de club. In 2014 keerde de club terug op het tweede niveau. In 2015 kondigde de club een fusie aan met Metaloerh Donetsk en zou de plaats in de Vysjtsja Liha overnemen. Metaloerh trok zich echter terug en ging failliet. De bond wees de vrijgekomen plaats in de Vysjtsja Liha alsnog aan de club toe. In 2016 volgde de clubnaam de naamswijziging van de stad Dniprodzerzjynsk in Kamjanske. In 2018 degradeerde de club. De club maakte plannen om te verhuizen naar de stad Boetsja en zou de naam veranderen in FK Feniks Boetsja, maar door financiële problemen werd de club op 9 juli ontbonden nog voor ze een wedstrijd gespeeld had.